# Горицвет летний

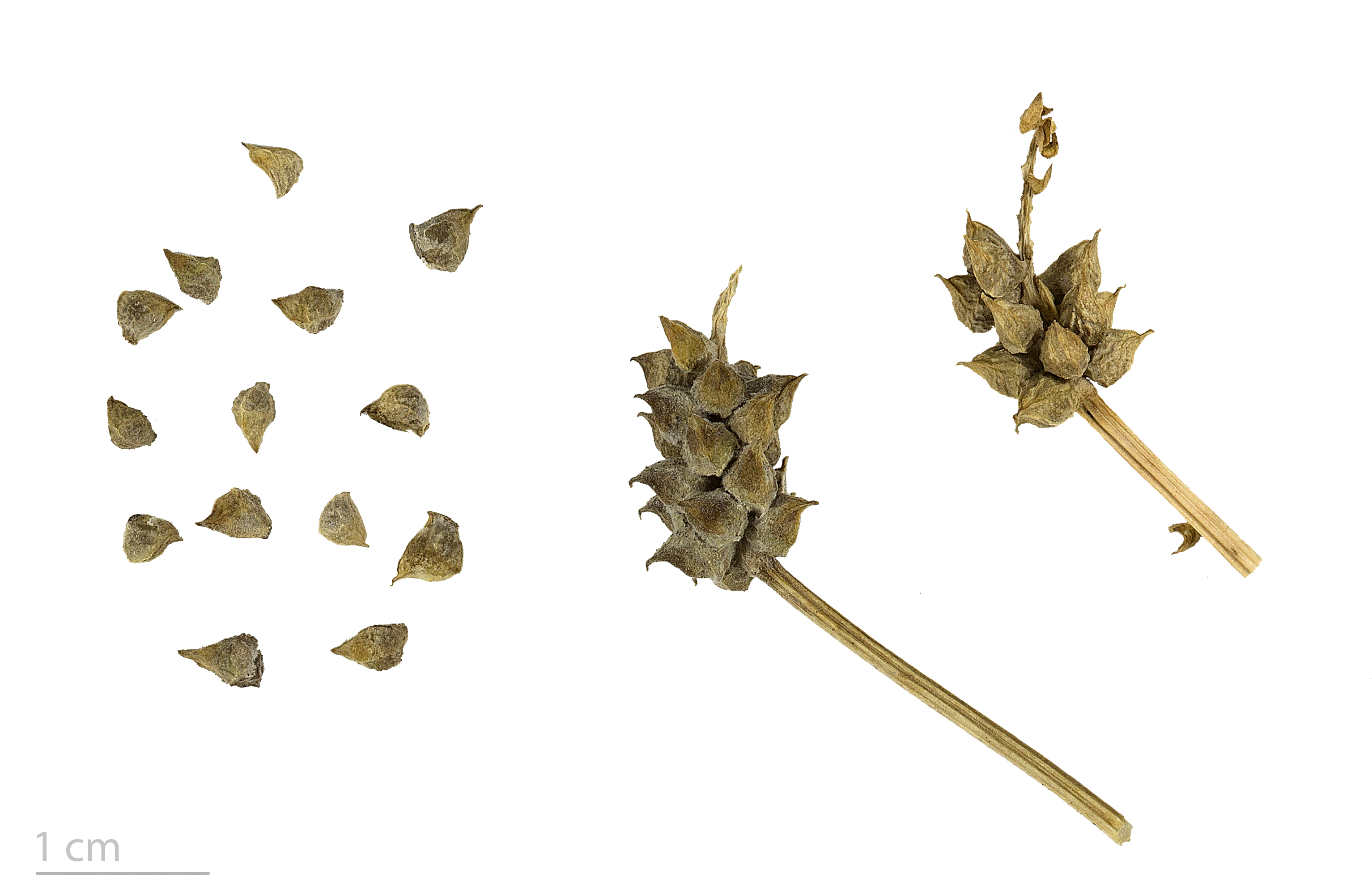
Adonis aestivalis - Тулузский музеум

Горицвет летний (лат. Adónis aestivális) — вид многолетних травянистых растений из рода Адонис семейства Лютиковые. Используется как лекарственное растение; выращивается и как декоративное растение.
Народное название — «Уголёк в огне». Название рода Adonis происходит от греческого мифа, согласно которому Афродита превратила своего возлюбленного Адониса после его смерти в растение с красными цветами.

## Ботаническое описание
Высота 10—50 см. Отличается от адониса весеннего огненно-красными, реже оранжевыми цветками; лепесток венчика всегда при основании с чёрным пятном. Цветёт в конце мая и в июне. Формула цветка: {\displaystyle \ast K_{5}\;C_{5-10}\;A_{\infty }\;G_{\infty }}.

## Распространение и экология
Естественный ареал — Северная Африка,  Передняя, Средняя (Арало-Каспийский (озеро Барсакельмес), Тянь-Шаньский районы (округ Алматы), Чу-Илийские горы) и Центральная Азия, Китай, Индийский субконтинент, Центральная, Восточная и Южная Европа.
В России и сопредельных странах — на Украине (Карпаты, Днепровский район), в Крыму, Молдавии, в европейской части России (Северный Кавказ,Заволжье, Причерноморский, Нижне-Волжский районы), на юге Западной Сибири (Верхне-Тобольский (юг), Иртышский, Алтайский районы) и в Закавказье.
Произрастает по солонцеватым лугам, кустарниковым зарослям, степям, сухим склонам, в тени скал, как сорное в посевах и на стоянках скота в горах до высоты 2 000 м над уровнем моря.

## Химический состав
По одним данным семена содержат (от абсолютно сухого вещества в %): 6,8 золы, 12,0 сырого протеина, 22,4 жира, 33,9 клетчатки, 24,9 БЭВ. По другим данным семена содержат 15,3 % золы в которой содержится в процентах: 40,4 калия, 1,1 натрия, 9,3 кальция, 2,8 магния, 0,3 марганца, 1,0 железа, 4,8 фосфора, 2,8 серы, 5,1 кремний.
Содержит в среднем 0,216 % глюкозида адонина ({\displaystyle {\ce {C24H40O9}}}) и сапонины которые усиливают действие глюкозида в 33—50 раз.

## Значение и применение
Скотом не поедается. Ядовит. В Будапеште пали 4 лошади из 6 после двухдневного кормления люцерновым сеном содержащего 8,5 % горицвета летнего. Плоды не поедаются гусями и свиньями.

## Лекарственные свойства
С лечебной целью используется стебли, цветки, листья. В траве обнаружены углеводы и родственные соединения: адонит, карденолиды 0,14—0,2 %, цимарин, каротин. Цветки содержат каротиноид, астацин, плоды — алкалоиды. Трава употребляется в гомеопатии как заменитель адониса весеннего; высокая кардиогоническая активность даёт основание считать сырьё перспективным для приготовления лечебных препаратов.
Клиническое испытание показало, что адонис летний может быть заменителем адониса весеннего.
Растение обладает антибактериальными свойствами, повышает свёртываемость крови. Настой или отвар травы в народной медицине применяется при болезнях почек и мочевого пузыря. Настой цветков индийская медицина рекомендует как слабительное и мочегонное, при почечно-каменной болезни.